# Pitcairnia stenophylla
Pitcairnia stenophylla är en gräsväxtart som beskrevs av Éduard-François André. Pitcairnia stenophylla ingår i släktet Pitcairnia och familjen Bromeliaceae. Inga underarter finns listade i Catalogue of Life.